# Blizzard (skis)
Pour les articles homonymes, voir Blizzard.
Blizzard est une marque autrichienne de skis, propriété de l'entreprise Blizzard Sport GmbH, fondée en 1953. Depuis 2006, elle fait partie du groupe italien Tecnica auquel appartiennent également les marques Nordica et Moon Boot.

## Historique
En 1945, Toni Arnsteiner fabrique ses premières paires de skis dans sa menuiserie de Mittersill (Autriche).
Il crée la marque Blizzard en 1953 et sort en 1954 les premiers skis en polyéthylène, qui deviendront communs par la suite.
En 1957, l'usine s'agrandit et emploie une trentaine de personnes. De nouveaux matériaux sont testés : la fibre de verre et le métal.
En 1960, l'entreprise emploie 80 personnes et sort une première série de skis pour partie constitués de métal.
En 1963, un incendie détruit l'usine. Mais en 1965, après sa reconstruction, elle emploie deux-cents personnes.
L'entreprise s'agrandit de nouveau en 1970 ; elle emploie désormais trois-cents personnes.
En 1974, elle produit 500 000 paires par an et change de nom :  la « Blizzard Skifabrik Anton Arnsteiner » devient « Blizzard GmbH ».
En 1980, auréolée de nombreux succès sportifs, elle est la première entreprise de son secteur dans son pays et sort le « thermoski », fruit d'investissements importants et de six années de recherche.
En 1996, elle présente son premier ski parabolique mais ses résultats financiers sont mauvais : elle est rachetée par l'équipementier suisse Scott.
En 2005, deux hommes d'affaires la reprennent, pour la revendre rapidement au groupe italien Tecnica.
Blizzard produit des skis de piste, tant pour la compétition que pour le loisir, ainsi que des skis freeride.

## Résultats sportifs
En 1958, à Bad Gastein (Autriche), lors des championnats du monde, la skieuse suisse Frieda Dänzer remporte sur des skis Blizzard la médaille d'or du combiné.
En 1964, à Innsbrück (Autriche), c'est l'Autrichienne Christl Haas qui remporte la médaille d'or de la descente des Jeux olympiques sur skis Blizzard.
En 2014, l'Autrichien Mario Matt remporte la médaille d'or du slalom aux Jeux olympiques de Sotchi (Russie) tandis que le Français Loïc Collomb-Patton remporte le Freeride World Tour.